# Anne Benhaïem
Anne Benhaïem, née en 1964 à Paris, est une cinéaste, scénariste et actrice française.

## Biographie
Anne Benhaïem étudie d'abord le chant classique, puis le cinéma et la philosophie à l'Université Paris-VIII Vincennes-Saint-Denis entre 1984 et 1987. Elle y suit notamment les enseignements de Jean Narboni (sur la pensée critique de cinéma) et de Gilles Deleuze (sur Leibniz) Elle intègre ensuite en 1987 le département réalisation de La Fémis (alors installée au palais de Tokyo), dans la même promotion que Hélène Angel, Yves Caumon, Jean Paul Civeyrac ou Orso Miret. Elle y réalise deux courts et un moyen métrage, Les Liens ou Autant que faire se peut, sélectionné au festival Côté court de Pantin, et en sort diplômée en 1991.
Après l'école, elle réalise le moyen métrage Paroles (1992), où elle fait apparaître le cinéaste João César Monteiro. Le film est sélectionné à Pantin, et obtient le prix du public aux Rencontres de Dunkerque. Elle est ensuite pensionnaire "Cinéma" à la Villa Medicis de Rome pendant l'année 1992-1993. Elle tourne le court métrage Théâtre des familles (1994) puis travaille pendant plusieurs années sur Solo tu, coréalisé avec Arnaud Dommerc et dans lequel elle interprète le rôle principal. D'abord un long métrage, le film est terminé comme moyen métrage en 1997. Sélectionné encore à Pantin, puis à Rotterdam et à Cannes (dans la sélection de l'Association du cinéma indépendant pour sa diffusion (ACID)), le film sort en salles en septembre 1998, et obtient une mention spéciale au prix Georges et Ruta Sadoul.
Benhaïem réalise ensuite un carnet de voyage documentaire pour Arte, Moscou (1999), puis un nouveau moyen métrage de fiction, Humphrey Bogart et la femme invisible (2001). Elle apparaît alors régulièrement dans les films du cinéaste-critique Pierre Léon (Le Dieu Mozart II, L'Adolescent, Guillaume et les Sortilèges), et écrit un scénario de long métrage avec Sophie Fillières, La Femme invisible dans le monde réel, qui reste non produit. Elle se tourne ensuite vers le numérique, avec deux courts métrages de comédie, Salut Vladimir ! (2006) et Te revoilà, Vladimir ! (2007), puis deux autres carnets filmés documentaires, autour de la comédienne Agathe Bonitzer et de ses parents Sophie Fillières et Pascal Bonitzer (Ma bulle, 2007) et autour du musicien et chanteur Bertrand Belin (Bertrand Belin, musicien idéal, 2015).
Elle revient à la fiction avec le court métrage L'Homme qui part (2019), puis avec le moyen métrage La Limace et l'Escargot (2024), où elle joue elle-même le rôle principal, avec deux autres cinéastes, Pascale Bodet et Bojena Horackova. Le film est à nouveau sélectionné à Pantin, puis au festival Punto de Vista de Pampelune, où il obtient le prix Jean Vigo de la meilleure mise en scène.

## Filmographie

### Comme réalisatrice
- 1989 : Pierre (court métrage d'école)
- 1990 : L'Un multiple (court métrage d'école)
- 1991 : Les Liens ou Autant que faire se peut (moyen métrage d'école)
- 1992 : Paroles (moyen métrage)
- 1994 : Théâtre des familles (court métrage)
- 1997 : Solo tu (coréalisé avec Arnaud Dommerc) (moyen métrage)
- 1999 : Moscou (moyen métrage documentaire)
- 2001 : Humphrey Bogart et la Femme invisible (moyen métrage)
- 2006 : Salut Vladimir ! (court métrage)
- 2007 : Ma bulle (documentaire)
- 2008 : Te revoilà, Vladimir ! (court métrage)
- 2015 : Bertrand Belin, musicien idéal (documentaire)
- 2019 : L'Homme qui part (court métrage)
- 2024 : La Limace et l'Escargot (moyen métrage)

### Autres participations
Comme actrice/apparition
- 1994 : Voyage à Rouen de Joseph Morder (Actrice)
- 1997 : La Langue de Éric Pinatel (Actrice)
- 1997 : Solo tu d'Anne Benhaïem et Arnaud Dommerc (Actrice)
- 1998 : Le Dieu Mozart II de Pierre Léon (Actrice)
- 2000 : On appelle ça... le printemps de Hervé Le Roux (Actrice)
- 2001 : L'Adolescent de Pierre Léon (Actrice)
- 2001 : Humphrey Bogart et la femme invisible de Anne Benhaïem (Actrice)
- 2006 : Horezon de Pascale Bodet (Actrice)
- 2007 : Guillaume et les Sortilèges de Pierre Léon (Actrice)
- 2011 : Biette de Pierre Léon (Apparition)
- 2012 : Complet 6 Pièces de Pascale Bodet (Actrice)
- 2020 : Mes chers espions de Vladimir Léon (Apparition)
- 2024 : La Limace et l'Escargot d'Anne Benhaïem (Actrice)

Autres
- 2000 : De l'histoire ancienne de Orso Miret (Photographe de plateau)
- 2020 : Walden de Bojena Horackova (Monteuse)